# Чиж
Чиж (лат. Spinus spinus) — вид певчих птиц из семейства вьюрковых, отряда воробьинообразных. Распространён в Евразии, как правило, в хвойных лесах. Чижей часто держат в домашних условиях, в клетках, ради их пения.

## Описание
Длина тела составляет около 12 см, весит 12—15 г.
Общая окраска зеленовато-жёлтого или оливково-зелёного цвета, с неясными тёмными пятнами, снизу — с жёлтыми пятнами. Основание рулевых и большей части маховых перьев — жёлтое. Клюв серый. Самец отличается от самки шапочкой из чёрных перьев на голове.

## Распространение
Водится во всей лесной области Европы и Азии, предпочитая хвойные леса и гористые местности. На территории бывшего СССР обитает в зоне хвойных лесов, в лесах Крыма, Кавказа и борах Казахстана.

## Образ жизни
Летом живёт парами; к осени собирается в более или менее значительные стаи. Зимой стайками откочёвывает на небольшие расстояния, особенно по долинам рек с зарослями лиственных деревьев. Осенний пролёт чижа начинается в конце сентября, но часть чижей не улетает на зиму не только в средней, но даже в северной России, если встречает незамерзающие ручьи или речки.
Зимует на юге Европы, на Северном Кавказе и в Закавказье, в южных регионах Казахстана.

## Питание
Питается насекомыми (тлями и другими мелкими насекомыми) и семенами хвойных и лиственных деревьев; осенью любимую пищу чижа составляют семена берёзы и ольхи. Чижи держатся преимущественно на вершинах высоких деревьев, спускаясь только изредка на землю.

## Размножение
Гнездится обычно на елях или соснах. Гнёзда, свитые из тонких веточек, травинок, лишайников и мха, располагаются так высоко на деревьях (не ниже 10 м) и так искусно прячутся, что могут быть найдены лишь случайно.
Кладка, состоящая из 4—6 бледно-голубовато-зелёных яиц с тёмными пятнами и чёрточками, бывает один, иногда два раза в год: в апреле и в конце июня. Насиживает самка в течение 12 дней. Птенцы выкармливаются насекомыми, в особенности голыми гусеницами мелких бабочек.

## Пение
Чиж получил своё название за характерный «чижиный» писк, которым беспрерывно перекликаются отдельные птицы в стаях. Песня чижа довольно разнообразна и состоит как из собственных его коротких «слов и ударов», так и из подражания пению других птиц, преимущественно синиц.
Чиж — одна из любимейших певчих птиц, благодаря обнаруживаемой ей сообразительности и доверчивости к человеку.

## Содержание
Чижей часто содержат в клетках. Вследствие своей общительности, чижи идут легко во все ловушки. Они довольно хорошо и свободно переносят неволю, делаются очень ручными, выучиваются разным фокусам и могут даже приносить потомство.
В домашних условиях чижи питаются рапсом, канареечным семенем, семенами льна.